# Burg Lindkirchen
Die Burg Lindkirchen befand sich nahe von Lindkirchen, heute ein Ortsteil der niederbayerischen Stadt Mainburg im Landkreis Kelheim. Die abgegangene Motte liegt 700 m östlich der Ortskirche Mariä Lichtmess in einer Niederung der Abens und in einem Wäldchen nahe der Setzensackmühle. Die Anlage wird als „verebneter Turmhügel des Mittelalters“ unter der Aktennummer D-2-7336-0022 als Bodendenkmal in der Bayerischen Denkmalliste geführt.

## Beschreibung
Die Burg war, wie auf dem Urkataster zu entnehmen ist, von einem Wassergraben umschlossen. Dessen Breite betrug ca. 18 m und die ganze Anlage hatte Ausmaße von 65 × 50 m. Der eigentliche etwa 30 m im Durchmesser großer Burgplatz hat ein Plateau mit etwa 10 m Durchmesser. Hier konnte nur eine kleine Motte gestanden haben. Heute liegt die Anlage ohne Wassergraben in einem Jungwald. Nahe der Burgstelle führten zwei Altwege vorbei: In unmittelbarer Nähe verlief östlich der Weg von Freising nach Hemau, nördlich der Weg von Kirchdorf nach Ebrantshausen.

## Geschichte
Lindkirchen war ein Thingort, um 1160 fand hier ein Gerichtstag von Pfalzgraf Friedrich von Wittelsbach statt. Lindkirchen lag im Kelsgau, der ab 1014 von den Wittelsbachern beherrscht wurde. Der Burgenbau wird auf das letzte Viertel des 11. oder das erste des 12. Jahrhunderts datiert. Burgenbauer dürfte das edelfreie Ortsadelsgeschlecht der Lindkirchner gewesen sein. Ein Megingoz von Lindkirchen tritt 1123 und 1137 als Zeuge in Freisinger Traditionen auf. 1147 tradiert der gleichnamige Sohn Güter und vier Hörige an das Kloster Biburg. Angehörige dieser Familie treten in der Folge auch bei Schenkungen an das Kloster Rohr auf. Das letzte urkundlich nachweisbare Mitglied aus dieser Familie ist Wolftrigel von Lindkirchen, der um 1180 die Magd Ricarda mit ihren Kindern an das Kloster Geisenfeld übergibt. Danach tauchen keine Mitglieder dieser Familie mehr auf.